# Schlipsheim
Schlipsheim ist ein Dorf und Gemeindeteil der Stadt Neusäß im schwäbischen Landkreis Augsburg in Bayern (Deutschland). Schlipsheim gehört zur katholischen Pfarrei Sankt Stephanus in Hainhofen.

## Geschichte
Im 10. Jahrhundert schenkte Bischof Ulrich von Augsburg den Zehent seines Kirchengutes Schlipsesheim dem Hospital Heilig-Kreuz in Augsburg. Die zersplitterte Güterbesitz befand sich zeitweise in Händen des Augsburger Domkapitels, der Markgrafschaft Burgau (die auch die Hochgerichtsbarkeit ausübte) sowie Augsburger Patriziergeschlechter, darunter bis 1747 den Rehlinger. Seit 1785 war das Schloss und die Herrschaft Schlipsheim im Besitz des Augsburger Klosters Heilig-Kreuz.
1789 zählte das Dorf 48 Häuser und 88 Familien. Nach der Säkularisation kam der Ort an Bayern. In den 1860er Jahren finden sich in Schlipsheim drei Großbegüterte und vier Söldner, welche Feldgründe besitzen. Die übrigen Bewohner wohnten in kleinen, ärmlichen Häusern und verdienten ihren Lebensunterhalt meist als Taglöhner, Maurer, Besenbinder und Hirten. Schlipsheim war eine selbstständige Gemeinde und wurde im Zuge der Gebietsreform in Bayern am 1. Juli 1972 nach Neusäß eingemeindet.

### Jüdische Gemeinde
Wenigstens seit dem späten 17. Jahrhundert bis Ende 1865 bestand in Schlipsheim eine eigenständige jüdische Gemeinde mit dem „Judenhaus“ als Synagoge und Gemeindezentrum (heute Schlipsheimer Straße 124 – 128). Der Flurname „Judendauche“ deutet auf die Mikwe. Im Jahr 1809 wurden 104 Juden in Schlipsheim registriert, ein halbes Jahrhundert später ging durch Abwanderung die Zahl auf 20 zurück. 1865 löste sich die Gemeinde auf. Die Einrichtung der Synagoge wurde verkauft. Aus Schlipsheim stammt der jüdische Maler und Kunsthändler David Heinemann, der in München eine der bedeutendsten Kunsthandlungen Europas etablierte. Die Online-Datenbank der „Galerie Heinemann“ umfasst heute weit über 40.000 bedeutende Gemälde aller Epochen.

## Baudenkmäler

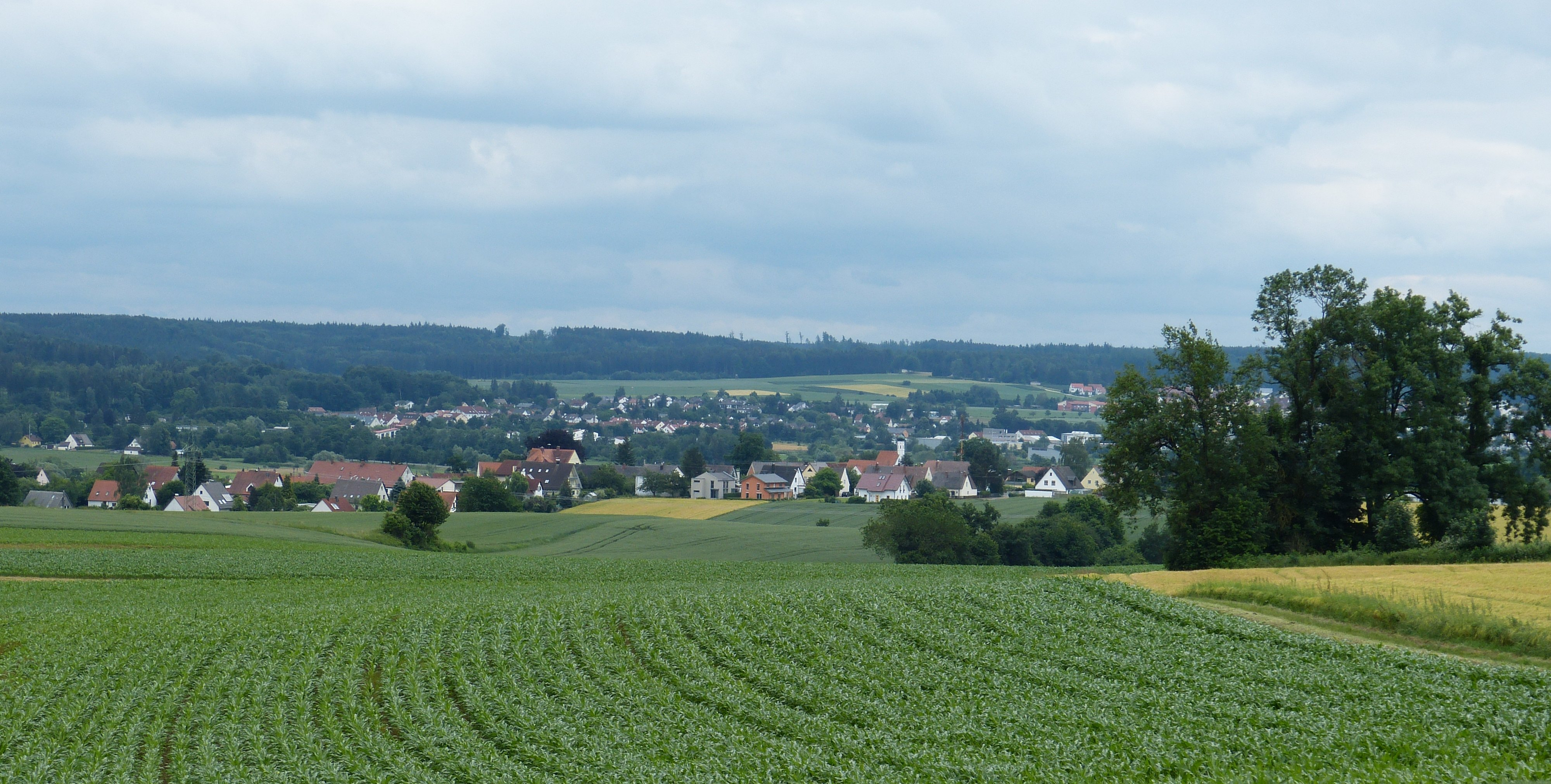
Schlipsheim

- Kapelle St. Nikolaus von Tolentino

## Persönlichkeiten
- Joseph Leopold (1810–1868), deutscher Räuber, Sträfling und Strohhutfabrikant
- David Heinemann (1819–1902), jüdischer Porträtmaler und Kunsthändler